# تشارلز بيج
تشارلز بيج (25 أبريل 1884 - 10 أبريل 1921) (بالإنجليزية: Charles Page)‏ هو لاعب كريكت بريطاني.

## وصلات خارجية
- تشارلز بيج على موقع إي آس بي آن كريك إنفو (الإنجليزية)